# Rendimento meccanico
Il rendimento meccanico rappresenta l'efficienza con cui i componenti meccanici scorrono/rotolano tra di loro senza perdere energia.

## Descrizione
Questo valore è dato dal rapporto dell'energia sviluppata a livello del pistone e l'energia realmente disponibile e utilizzabile, ricavabile tramite il rilevamento della forza resistente alla rotazione del motore: tanto maggiore sarà tale forza e tanto maggiore sarà la potenza disponibile "in uscita" dal motore o potenza disponibile all'asse di trasmissione.
In base alla definizione, nella realtà il rendimento meccanico non può mai assumere un valore superiore a uno, che rappresenta il rendimento ideale (tutta l'energia sviluppata viene utilizzata/trasferita completamente senza perdite).

## Rendimento nei motori endotermici
I fattori che pesano sul rendimento meccanico di un motore a combustione interna sono:
- Complessità del motore: i motori con meno componenti hanno generalmente un rendimento più elevato, come nel caso per esempio dei motori a due tempi che rendono di più rispetto ai motori a quattro tempi
- Revisioni: i motori revisionati hanno generalmente rendimenti migliori rispetto a motori trascurati, questo perché i componenti e i liquidi adoperati tendono a perdere di resa e funzione.
- Fascia elastica e Anello raschiaolio: maggiore è il suo numero e il suo spessore e maggiore sarà l'attrito
- Geometria del pistone: maggiore è la superficie laterale e maggiore sarà l'attrito
- Cuscinetto, Bronzina e Boccola; i sistemi di rotolamento hanno diversi rendimenti a seconda del tipo e della loro lubrificazione
- Lubrificante: migliori sono le qualità del lubrificante e migliore sarà il rendimento, perché si riduce l'attrito, in particolar modo l'attrito radente.
- Perdita per pompaggio: tutto ciò che richiede energia per svuotare e riempire il motore

Nel motore a quattro tempi le dissipazioni energetiche imputabili alle componenti meccaniche corrispondono a circa 10% dell'energia immessa nel motore, di cui l'albero motore è imputabile all'11% di esse, mentre per il pistone si imputa un 7,5%, per la biella 7%, per i segmenti del pistone il 9%, mentre per il restante 65,5% è dovuto allo scambio dei gas e agli organi accessori, quali pompa dei liquidi, dell'olio, contralberi di bilanciamento, organi della distribuzione, alternatore e idroguida.

## Moto diretto
La variazione di energia cinetica di una macchina è data dalla somma algebrica del lavoro erogato, assorbito e dissipato dalla macchina stessa.
dove {\displaystyle {L_{m}}} è il lavoro motore, {\displaystyle {L_{r}}} è il lavoro resistente e {\displaystyle {L_{p}}} è il lavoro perduto per attrito. Se {\displaystyle \Delta E=0} costantemente nel tempo, allora il regime di funzionamento della macchina è assoluto, altrimenti se {\displaystyle \Delta E=0} variamente nel tempo il regime è periodico.
Il rendimento diretto è espresso dal rapporto tra il lavoro assorbito dalla macchina ed il lavoro erogato dalla stessa:
Viene definita perdita di rendimento il rapporto tra il lavoro perduto ed il lavoro motore:
Nel caso ideale di assenza di attrito, il lavoro assorbito, {\displaystyle {L_{r}}}, coincide con il lavoro motore ideale, {\displaystyle {L_{mo}}}, ed il rendimento assume la seguente forma:

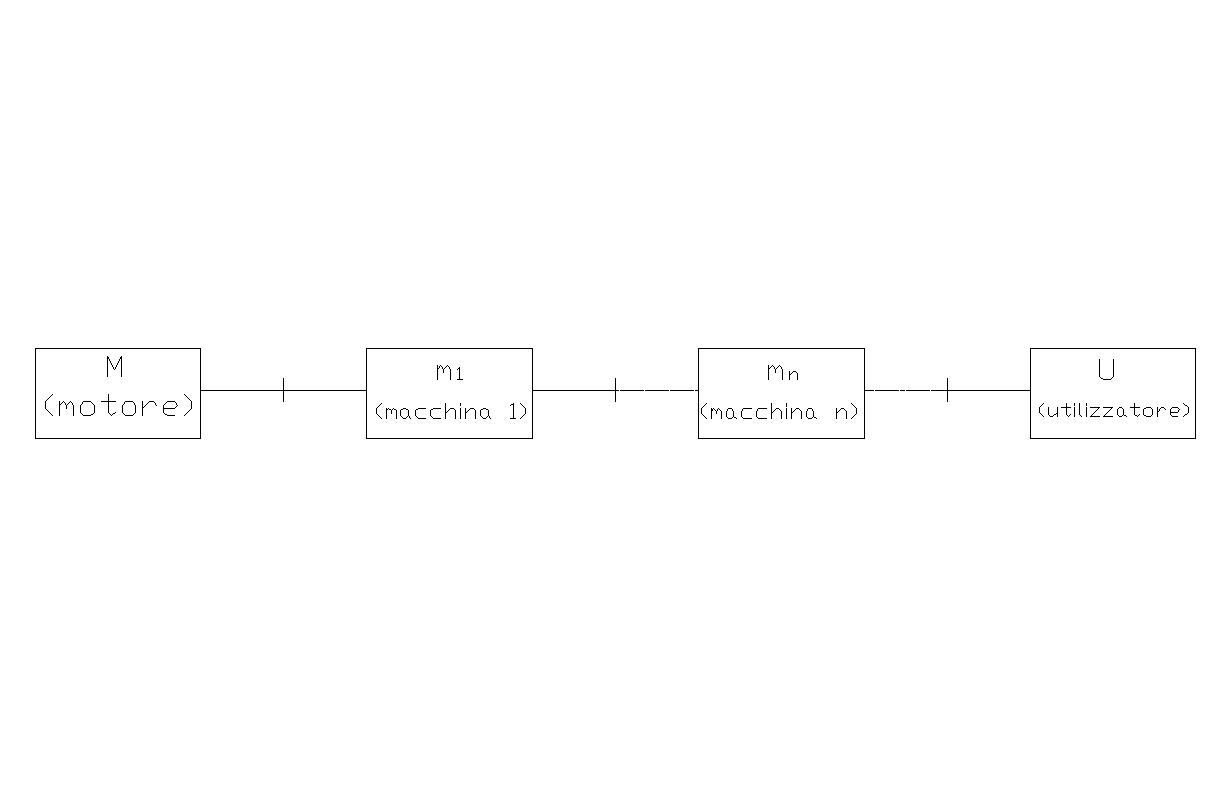
n macchine disposte in serie tra il motore e l'utilizzatore.

### Rendimento di n macchine disposte in serie
Il rendimento totale è dato dal prodotto degli i - rendimenti delle i - macchine:

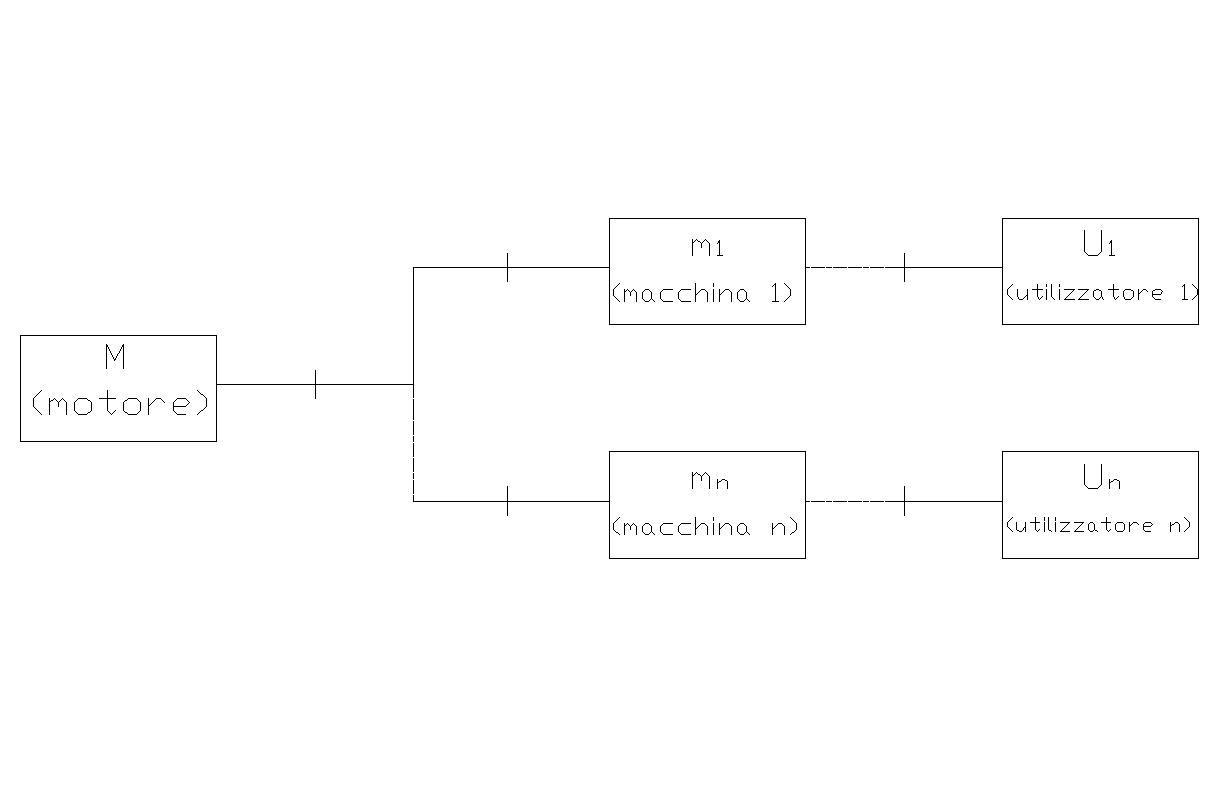
n macchine disposte in parallelo, con n utilizzatori.

Vale la seguente relazione: {\displaystyle {L_{ri}}\ ={L_{mi+1}}}

### Rendimento di n macchine disposte in parallelo
Il rendimento totale è dato da:
Valgono le seguenti relazioni:
{\displaystyle {L_{m}}=\sum _{i=1}^{n}L_{mi}};
{\displaystyle {L_{r}}=\sum _{i=1}^{n}L_{ri}};

## Moto retrogrado
Il moto retrogrado si verifica con rendimenti abbastanza elevati, cioè superiori o uguali al 50%. 
Esso consiste nell'inversione spontanea del moto diretto, quindi la forza resistente del moto diretto diventa la motrice del moto retrogrado. La forza resistente del moto retrogrado è diversa da quella resistente del moto diretto. Ovviamente le forze che interessano il moto retrogrado sono dirette come le rispettive forze corrispondenti al moto diretto, ma hanno verso opposto.
L'inversione del moto può essere molto pericolosa ed è spesso da evitare (ascensori, macchine di sollevamento, ecc.), mentre è ricercata in casi particolari.

Il rendimento nel moto retrogrado vale: 
dove {\displaystyle {L'_{r}}} è il lavoro resistente nel moto retrogrado.

La perdita di rendimento nel moto retrogrado è data da: 
dove {\displaystyle {L'_{p}}} è il lavoro dissipato nel moto retrogrado.
È possibile trovare una relazione che leghi {\displaystyle \eta } con {\displaystyle \eta '}.
Si pongono:
{\displaystyle k={\frac {L'_{p}}{L_{p}}}};
{\displaystyle {\frac {1}{\eta }}={\frac {L_{m}}{L_{r}}}}
Quindi l'equazione (1) assume questa forma:
{\displaystyle {\frac {1-\eta '}{1-\eta }}=k{\frac {1}{\eta }}\Rightarrow 1-\eta '={\frac {k}{\eta }}(1-\eta )\Rightarrow -\eta '={\frac {k}{\eta }}-{\frac {k\eta }{\eta }}-1\Rightarrow \eta '={\frac {-k}{\eta }}+k+1={\frac {-k+k\eta +\eta }{\eta }}={\frac {+\eta (k+1)-k}{\eta }}}

## Rendimento della coppia elicoidale
Il rendimento meccanico di una coppia elicoidale è dato dalla seguente espressione:
dove {\displaystyle {M_{m0}}} è il momento motore ideale, cioè in assenza di attrito, mentre {\displaystyle {M_{m}}} è il momento motore reale, ovvero in presenza di attrito;

### Dimostrazione

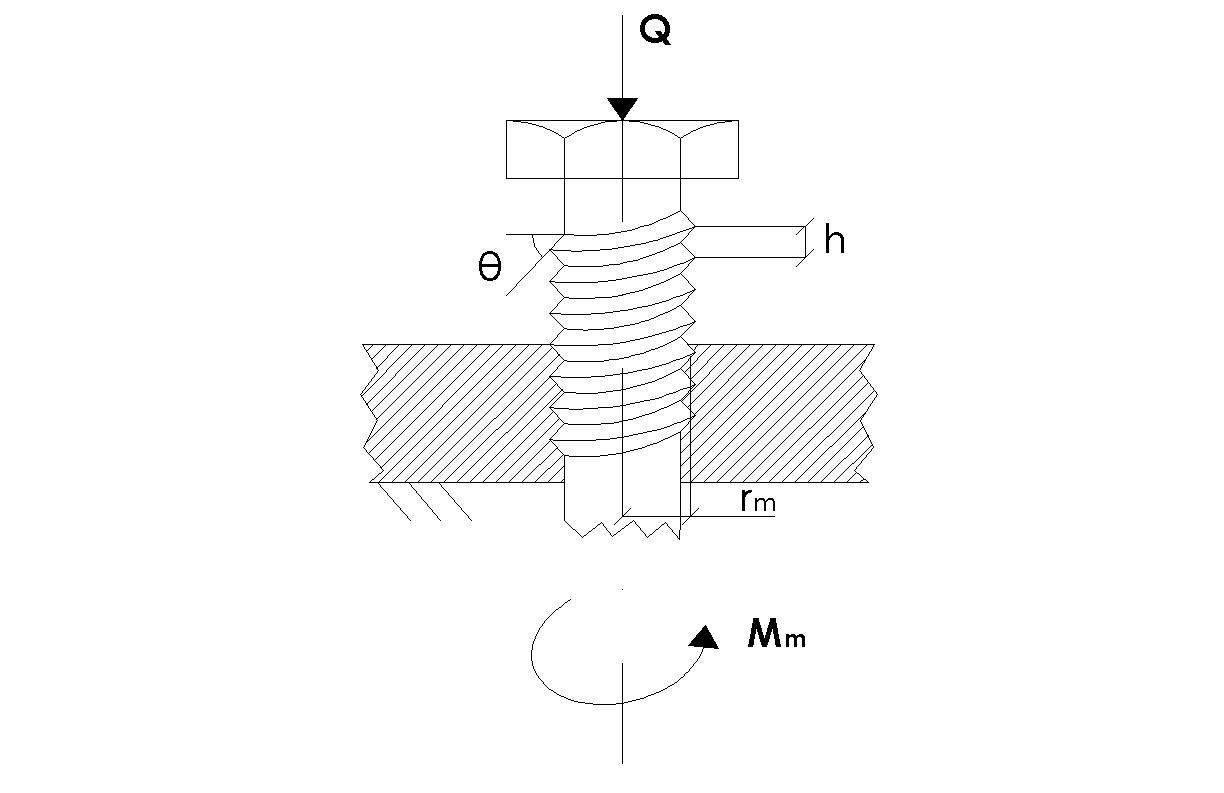
Fig. 1. Coppia elicoidale: vite e madrevite.

Si considera una coppia elicoidale costituita da una vite e dalla rispettiva madrevite, che funge da telaio perché è fissa.
Conoscendo il passo, {\displaystyle h}, della vite, il raggio medio, {\displaystyle {r_{m}}}, del filetto, l'angolo, {\displaystyle \theta }, che le generatrici degli elicoidi formano con un piano ortogonale all'asse di simmetria della vite e conoscendo anche l'angolo di attrito, {\displaystyle \phi }, si vuole trovare il rendimento del sistema sapendo, ad esempio, che la vite deve essere svitata e che il momento motore che permette lo svitamento deve vincere una forza resistente nota, Q, diretta secondo l'asse della vite. Si veda la Fig.1 per maggiore chiarezza.
Anzitutto bisogna trovare il modulo del vettore Mm; per fare ciò si assume un'approssimazione, considerando che le reazioni vincolari esercitate dalla madrevite sulla vite agiscano solo sulle eliche medie.

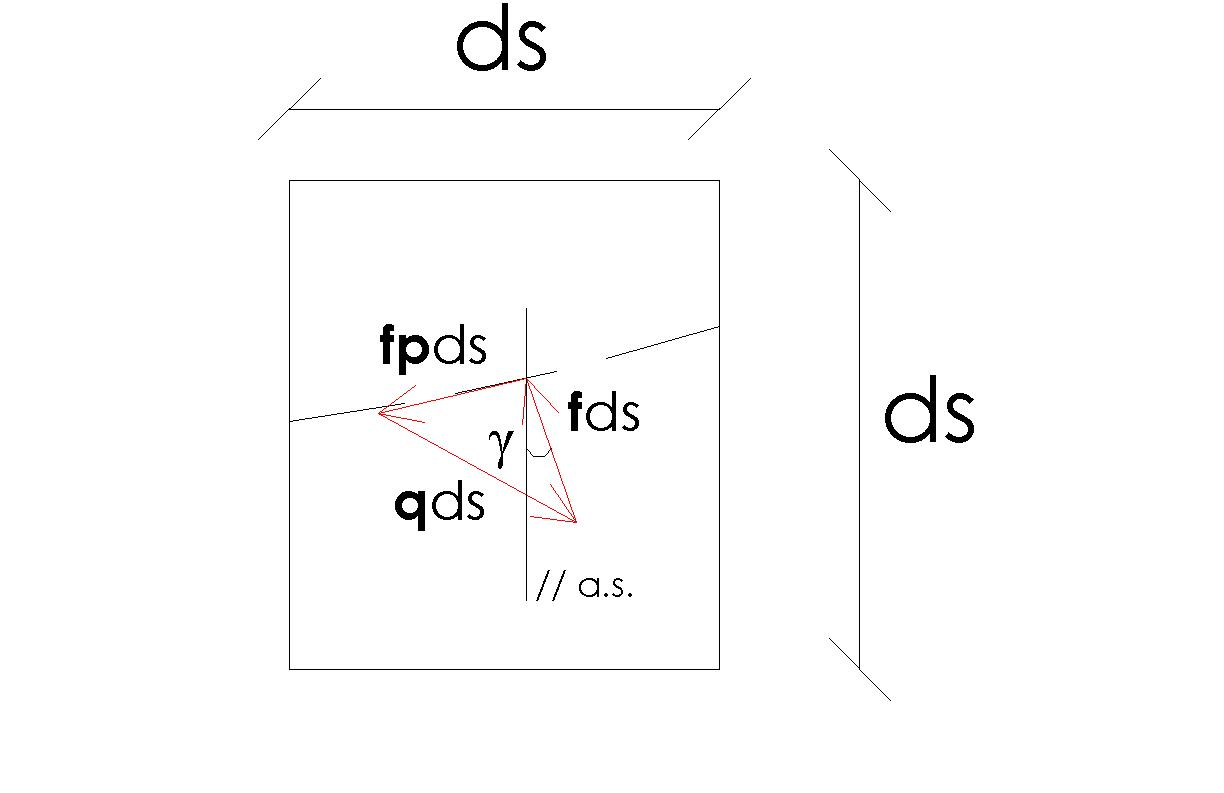
Fig. 2. Elemento infinitesimo, di dimensioni ds, dell' elicoide.

Per studiare le forze che agiscono sulle eliche medie si considera un elemento di eliocoide di dimensioni infinitesime, ds. (Fig.2). Sull'elementino insistono le tre seguenti forze:
- qds è la forza unitaria di contatto e si trova come la risultante che nasce dal triangolo delle forze costruito con le componenti fpds e fds; qds è dirette concordemente al moto della vite.
- fpds è la componente tangenziale di qds ed è dovuta all'attrito, infatti ha verso opposto a quello del moto della vite. fpds è la sola forza che causa una perdita di lavoro, indicata con Lp;
- fds è la componente normale di qds.

Il modo più conveniente per trovare Mm è la risoluzione dell'equazione dei lavori: il lavoro motore del sistema è dato dalla somma del lavoro resistente con il lavoro perduto.
Per definizione di lavoro e se ad un angolo di 2Π radianti di rotazione corrisponde una traslazione verticale di un valore pari al passo della vite, valgono le seguenti relazioni:
- {\displaystyle {L_{m}}=\ {M_{m}}2pi}
- {\displaystyle {L_{r}}=\ Qh}

Il lavoro perduto viene calcolato studiando il triangolo rettangolo che si viene a creare tra il passo, l'angolo α e l'elica media.